# Besta do Apocalipse

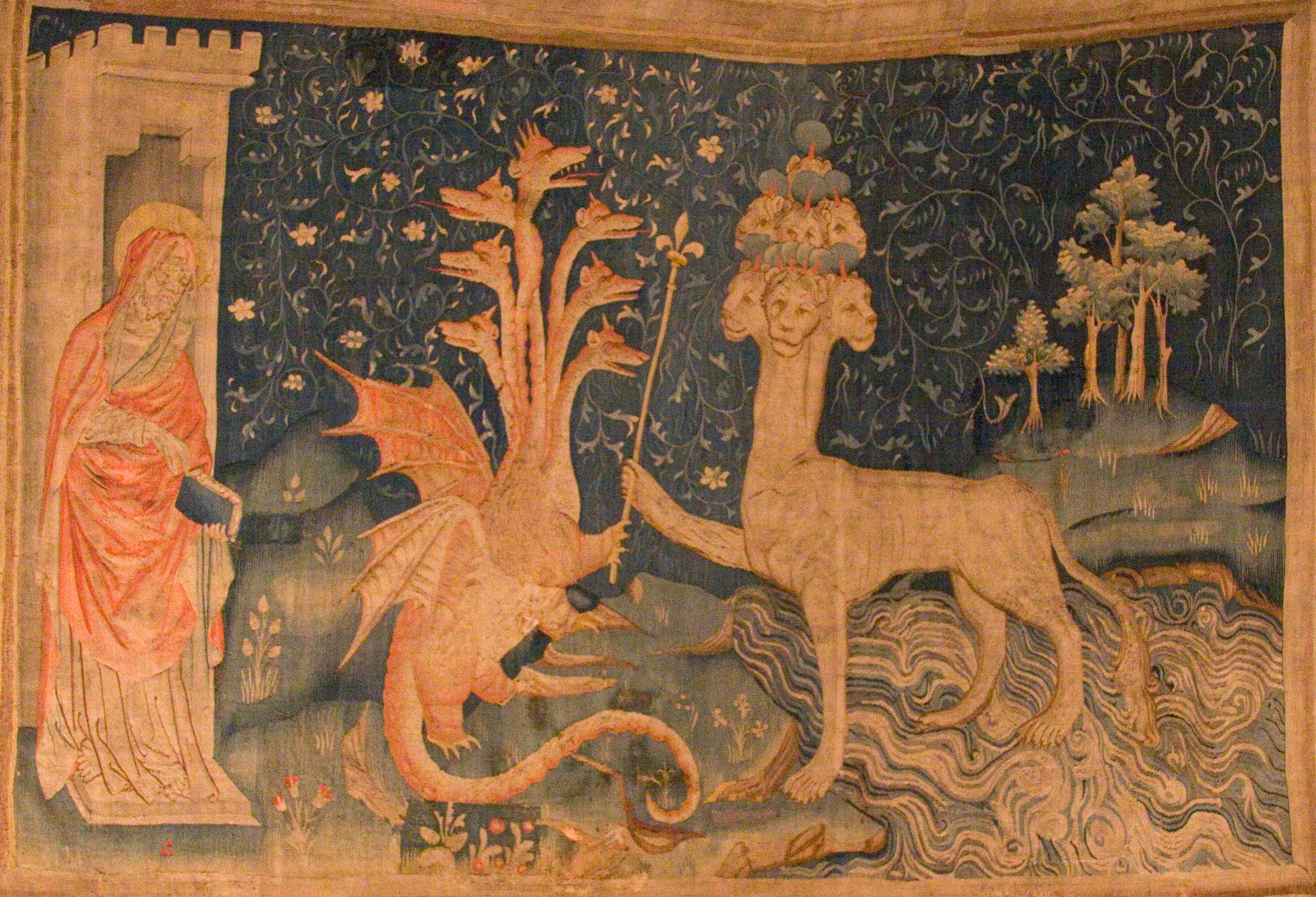
A Besta do Mar, em tapeçaria medieval.

A Besta do Apocalipse, ou simplesmente Besta, é uma figura do Livro do Apocalipse de João, na Bíblia. É relacionada ao Anticristo.

## Descrição bíblica
João, discípulo de Jesus, relata que estava na ilha de Patmos quando foi arrebatado em espírito, e teve uma visão que relatou no livro de Apocalipse. Especificamente em Apocalipse 13, João descreve que viu subir do mar uma besta de sete cabeças e dez chifres. A besta era semelhante ao leopardo, com os pés de urso e a cabeça de um leão. João conta detalhes sobre a besta, suas características e ainda sobre um dragão que interage com a besta. Em seguida ele relata que viu subir da terra outra besta de dois chifres semelhantes aos de um cordeiro e que e falava como o dragão e era mais poderosa que a primeira besta. É neste texto bíblico que o sinal da besta (o número 666) é citado e identificado.
O Livro do Apocalipse fala de duas bestas que surgirão. Uma delas vai emergir do mar que, na Grande tribulação, irá se levantar contra todos os cristãos, ou seja, contra a Igreja. A outra besta se levantará da terra e "será um homem comum", porém terá a cobertura do Anticristo, que dará poder a esse homem para operar prodígios e maravilhas. Este homem blasfemará contra Jesus Cristo e distorcerá a verdade. Provavelmente será um grande líder religioso, com grande influencia mundial na mídia e na política. Desviará muitos adeptos de Jesus, criticando seus milagres e oferecendo riqueza e glória.[carece de fontes?] Esse homem, "a besta que emerge da terra", vai preparar o caminho para o Anticristo (Apocalipse 13:11, Mateus 7:15, Mateus 24:11, II Pedro 2:1, I João 4:1).

## Interpretação
O historicismo é um método de interpretação na escatologia cristã que interpreta as profecias bíblicas como eventos históricos reais e identifica seres simbólicos com pessoas ou sociedades históricas na história da igreja. Esta interpretação foi favorecida pelos reformadores protestantes como John Wycliff e Martinho Lutero, bem como outras figuras proeminentes como Isaac Newton.

## Interpretação por alguns católicos
Alguns católicos consideram que o Império Romano seria a Besta citada no livro do Apocalipse, pois de acordo com a Bíblia ela seria um Estado Pagão, e ainda diz que a 7ª cabeça faria uma guerra aos mártires de Jesus. Característica que cabe perfeitamente a Nero que fez guerra aos cristãos, inclusive matou os apóstolos Pedro e Paulo e também é o 7º Imperador desde o início do Império Romano. Além disso, a Roma Pagã que se localiza sobre as sete colinas romanas e está cercada pela Muralha Aureliana separando-a da "Nova Roma", era chamada pela antiga literatura cristã por "Babilônia".
Desde o início do Império Romano, Roma teve 10 imperadores, dai vem os "dez chifres", porém Galba, Otão e Vitélio não foram considerados de facto imperadores, pois não cumpriram certas normas que os colocassem nos anais do Império como soberanos.